# Timolol
Timolol ist ein chiraler, enantiomerenreiner Arzneistoff aus der Gruppe der Betablocker und wird vor allem in Augentropfen zur Behandlung  des Offenwinkelglaukoms (Grüner Star) eingesetzt.

## Pharmakologie
Timolol gehört zu der Gruppe der nichtselektiven Betablocker, da es nicht spezifisch an den β1-Adrenozeptoren bindet. Es weist keine intrinsische sympathomimetische Aktivität (ISA) auf. Timolol hemmt die β2-Adrenozeptoren des Ziliarkörpers des Auges und senkt daher die Produktion des Kammerwassers. Durch die verminderte Kammerwasserbildung kommt es zur Senkung des Augeninnendruckes. Die relative Wirkstärke des Timolol im Vergleich zum Propranolol beträgt 6.

## Pharmakokinetik
Das fettlösliche Timolol wird nach oraler Aufnahme gut resorbiert, seine Bioverfügbarkeit beträgt etwa 50 bis 60 %. Die Plasmahalbwertszeit vom Timolol beträgt etwa 4 bis 5 Stunden. Es wird bis zu 80 % in der Leber metabolisiert. Die Plasmaproteinbindung von Timolol beträgt 60 %, es wird über die Nieren zu 30 % ausgeschieden.

## Synthese
Es gibt mehrere Synthesewege für Timolol. Ausgehend von 3,4-Dichlor-1,2,5-thiadiazol und Morpholin wird in einem vierstufigen Verfahren zunächst racemisches Timolol erzeugt. Im ersten Schritt wird in einer nucleophilen Substitutionsreaktion die Morpholingruppe eingeführt. Nach der Umsetzung mit Natronlauge und Epichlorhydrin und Ringöffnung der Epoxyfunktion mit tert-Butylamin wird die racemische Zielverbindung erhalten. Die folgende Racematspaltung mit (+)-Weinsäure liefert dann (S)-Timolol, das als Arzneistoff eingesetzt wird. Alternativ kann enantiomerenreines Timolol auch aus D-Glycerinaldehyd – unter Vermeidung einer Racematspaltung –  hergestellt werden.

## Handelsnamen
Monopräparate
Arutimol (D), Betimol (A), Chibro-Timoptol (D), Dispatim (D), NyoGel (D), Nyolol (CH), zahlreiche Generika (D)
Kombinationspräparate
AZARGA (A), Combigan (D, CH), Cosopt (D, CH), DuoTrav (D, CH), Fotil (D), Ganfort (D, CH), TP-Ophtal (D), Xalacom (D, CH)